# Mohammad Al-Dawud
Mohammad Rateb Al-Dawud (12 de abril de 1992) é um futebolista profissional jordaniano que atua como meia.

## Carreira
Mohammad Al-Dawud representou a Seleção Jordaniana de Futebol na Copa da Ásia de 2015.